# Евгени Стоянов
Евгени Стоянов е български юрист, прокурор в Софийска градска прокуратура, а от 2016 г. съдия в Административния съд-София град. От месец май 2017 г. е назначен за заместник-министър на правосъдието в „Третото правителство“ на Бойко Борисов.

## Биография
Евгени Стоянов е роден през 1976 г. в град София. Дипломира се в специалност „право“ в Юридическия факултет при Университета за национално и световно стопанство през 2002 г. През 2009 г. придобива научна степен „доктор по право“, защитавайки дисертационен труд, след което е провеждал семинарни занятия по дисциплината „Административно право и процес“ като хоноруван асистент в катедра „Публичноправни науки“ в УНСС. В съдебната система като магистрат постъпва от 2005 г. Става известен в обществото след като става наблюдаващ прокурор по „Делото КТБ“. Назначен е за заместник-министър на правосъдието на Република България през май 2017 г.
Автор е на публикации, вкл. няколко монографии, в областта на наказателноизпълнителното и административното право